# Leonid Sołowjow (polityk)
Leonid Nikołajewicz Sołowjow (ros. Леонид Николаевич Соловьёв, ur. 22 stycznia 1906 w Borowiczach w guberni nowogrodzkiej, zm. 2 lipca 1993 w Moskwie) – radziecki polityk, dyplomata, działacz partyjny.

## Życiorys
1926 ukończył technikum industrialne w Nowogrodzie, pracował jako ślusarz i majster w fabryce, 1928-1930 odbywał służbę wojskową w marynarce wojennej, później był majstrem, starszym majstrem i mechanikiem warsztatu w fabryce im. Kirowa. Od 1929 członek WKP(b), 1935 ukończył Leningradzki Instytut Inżynierów Transportu Wodnego, 1937-1944 był technicznym inspektorem KC Związku Zawodowego Robotników Budowy Maszyn Ciężkich (fabryka im. Kirowa), przewodniczący komitetu fabrycznego i kierownik Wydziału Organizacyjnego Wszechzwiązkowej Centralnej Rady Związków Zawodowych, 1944-1954 sekretarz tej Rady, od 1948 sekretarz jej Zarządu Państwowych Ubezpieczeń Społecznych. Od 14 marca 1951 do 23 marca 1952 przewodniczący Rady Najwyższej RFSRR, od 14 października 1952 do 17 października 1961 zastępca członka KC KPZR, 1954-1959 zastępca przewodniczącego, a 1959-1963 sekretarz Wszechzwiązkowej Centralnej Rady Związków Zawodowych, od 31 października 1961 do 30 marca 1971 członek KC KPZR. Od 21 listopada 1963 do 15 lutego 1968 ambasador nadzwyczajny i pełnomocny ZSRR w Mongolii, od lutego 1968 do 1980 zastępca ministra spraw zagranicznych ZSRR, od 1980 na emeryturze. Deputowany do Rady Najwyższej ZSRR 6 kadencji. Odznaczony sześcioma Orderami Czerwonego Sztandaru Pracy i Orderem Przyjaźni Narodów.  Pochowany na Cmentarzu Dołgoprudnieńskim w Moskwie.